# Hank Finkel
Henry J. Finkel, detto Hank (Union City, 20 aprile 1942), è un ex cestista statunitense, professionista nella NBA.

## Carriera
Venne selezionato dai Los Angeles Lakers al quarto giro del Draft NBA 1964 (30ª scelta assoluta), dai Philadelphia 76ers al quarto giro del Draft NBA 1965 (31ª scelta assoluta) e dai Chicago Bulls al secondo giro del Draft NBA 1966 (17ª scelta assoluta).

## Palmarès
- NCAA AP All-America Third Team (1966)
- Campionato NBA: 1

Boston Celtics: 1974